# Branky
Branky (německy Branek) jsou obec v okrese Vsetín ve Zlínském kraji. Leží šest kilometrů západně od Valašského Meziříčí. Obcí prochází železniční trať Kojetín – Valašské Meziříčí. Žije zde přibližně 1 000 obyvatel. Od roku 2001 jsou členem mikroregionu Valašskomeziříčsko-Kelečsko.

## Historie
První písemná zmínka o obci pochází z roku 1270, kdy ji olomoucký biskup Bruno ze Schauenburku udělil jako léno Kateřině, vdově po vojínovi Albertovi Stangemu, za „věrné a ochotné služby“. V roce 1872 Branky od olomouckého arcibiskupství koupil Hermann von Pillersdorff.

## Obyvatelstvo
| Rok            | 1869 | 1880 | 1890 | 1900 | 1910 | 1921 | 1930 | 1950 | 1961  | 1970 | 1980 | 1991 | 2001 | 2011 | 2021 |
| -------------- | ---- | ---- | ---- | ---- | ---- | ---- | ---- | ---- | ----- | ---- | ---- | ---- | ---- | ---- | ---- |
| Počet obyvatel | 875  | 848  | 955  | 918  | 859  | 850  | 877  | 895  | 1 013 | 951  | 882  | 803  | 857  | 903  | 972  |
| Počet domů     | 129  | 135  | 145  | 148  | 151  | 156  | 180  | 206  | 216   | 212  | 234  | 262  | 271  | 297  | 310  |

## Obecní správa

### Obecní symboly
Znak a vlajka byly obci uděleny rozhodnutím předsedy Poslanecké sněmovny Parlamentu České republiky dne 26. listopadu 1999.

## Pamětihodnosti
- Zámek z 18. století vznikl za Locknerů z Lockenau patrně přebudováním staré tvrze. Dnes v něm sídlí obecní úřad.
- Nový zámek nechal koncem 19. století postavit advokát Hans Huber. Ve 30. letech 20. století interiéry vyzdobil malíř a sochař Josef Siegel. V roce 1939 zámek koupila Zbrojovka Brno, která vedle zámku postavila budovu pro rekreaci svých zaměstnanců.[7] Po zestátnění v 50. letech zde byly ubytovány děti řeckých emigrantů po občanské válce a později až do roku 2004 budova sloužila jako dětská psychiatrická léčebna. V samotném zámku byly byty a od roku 1983 chátrá.[8][9] V roce 2006 byl zámek převeden do majetku obce.
- Kostel Neposkvrněného početí Panny Marie dokončený v roce 1787. V roce 2012 byl kostel rekonstruován.[10]
- Sochu sv. Jana Nepomuckého nechal u kostela v roce 1734 zhotovit majitel panství Maxmilian Lockner z Lokenau
- Obecní park s rybníkem a navazujícím zámeckým parkem má rozlohu 4,3 ha. V roce 2015 byl revitalizován.[11] Rostou v něm mimo jiné břestovec jižní, jasan ztepilý a dřezovec trojtrnný.
- Pamětní kámen Františka Josefa I. v lese na jižním okraji katastru připomíná místo, odkud císař přihlížel vojenským manévrům. Ty zde probíhaly ve dnech 1.–4. září 1897. Pískovcový kámen sem v roce 1908 při příležitosti 60. výročí panování císaře umístil správce velkostatku v Brankách. V roce 2017 bylo místo upraveno a byla zhotovena informační tabule.[12]

## Galerie

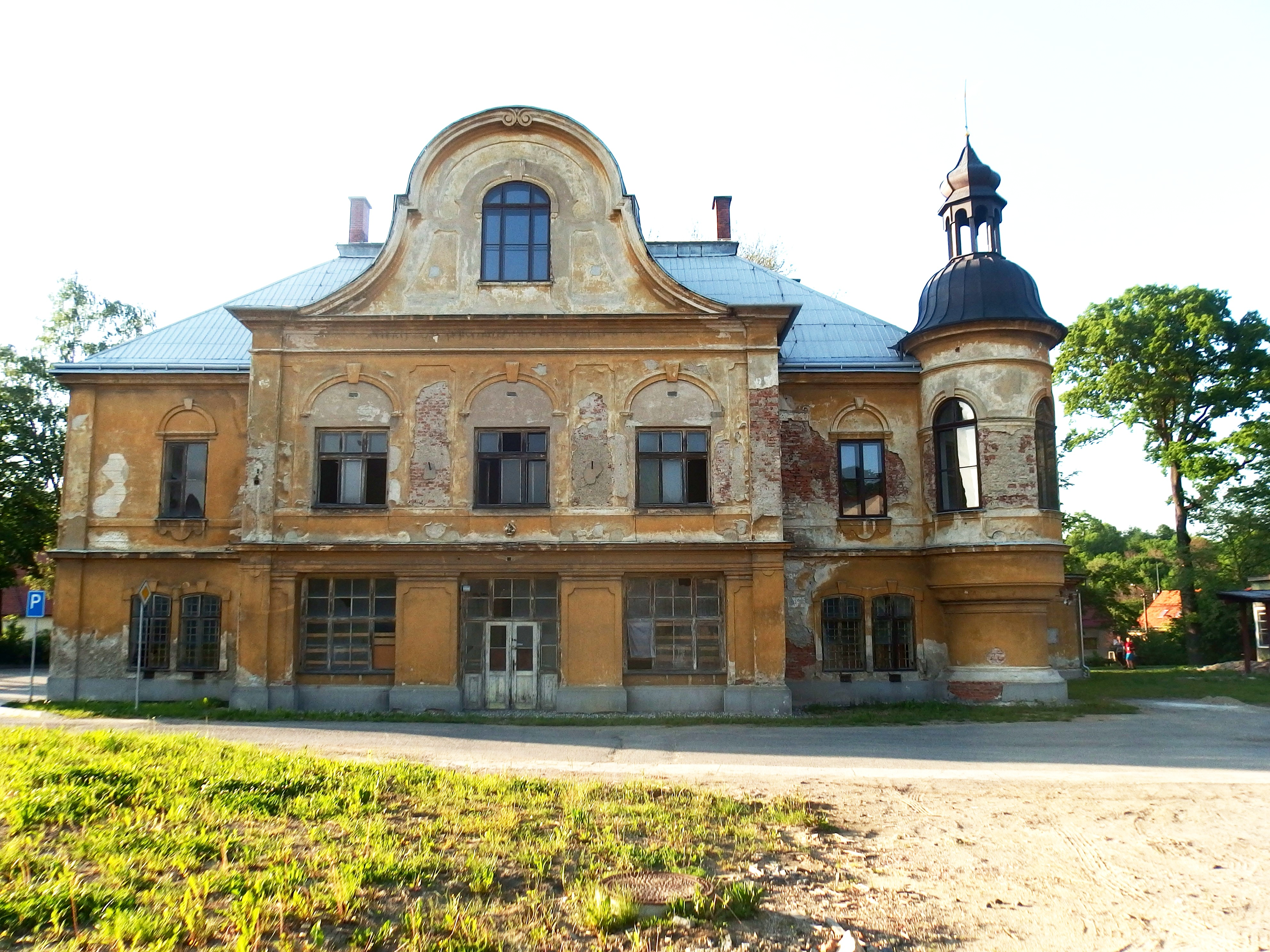
Zámek
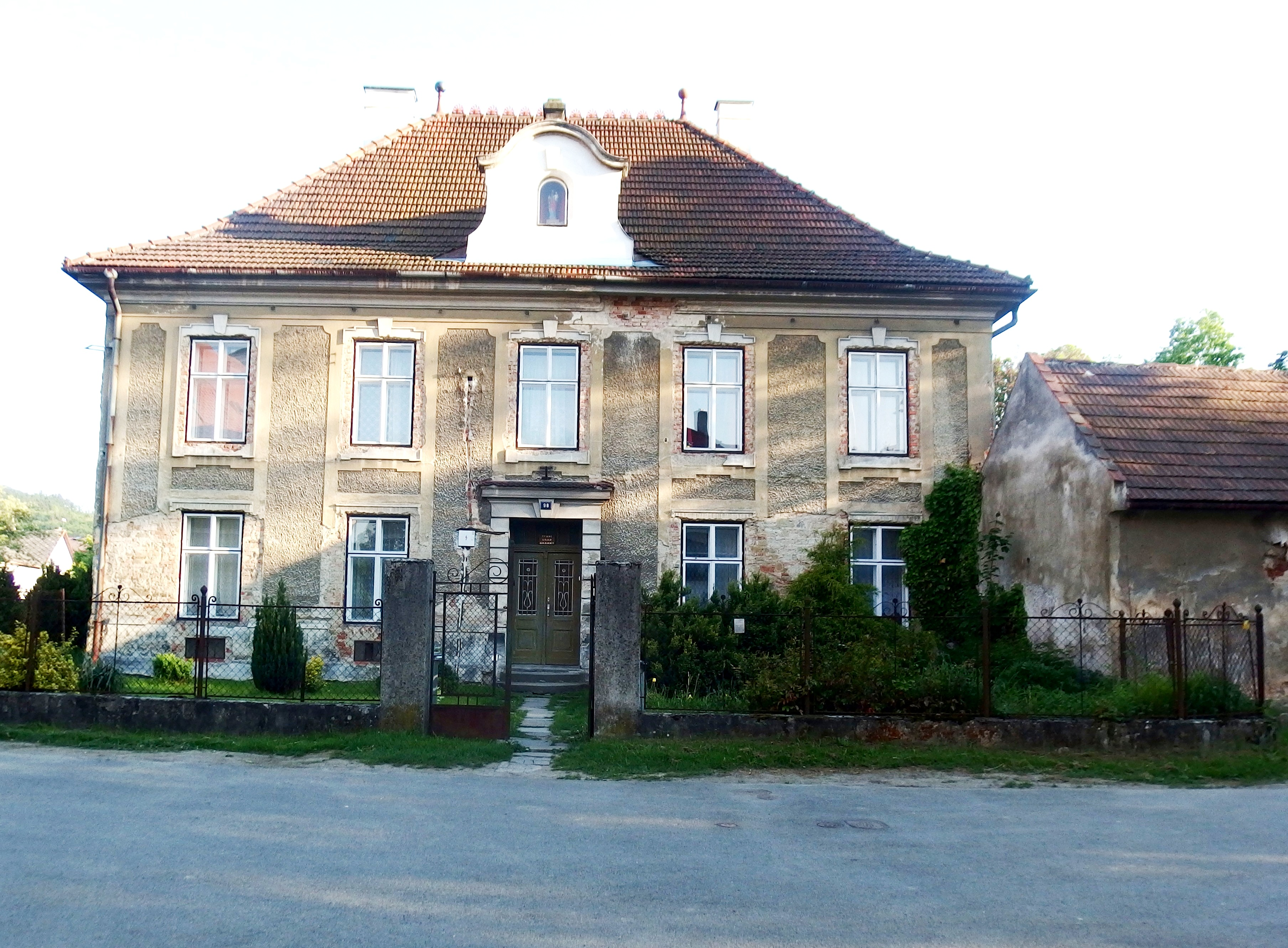
Fara
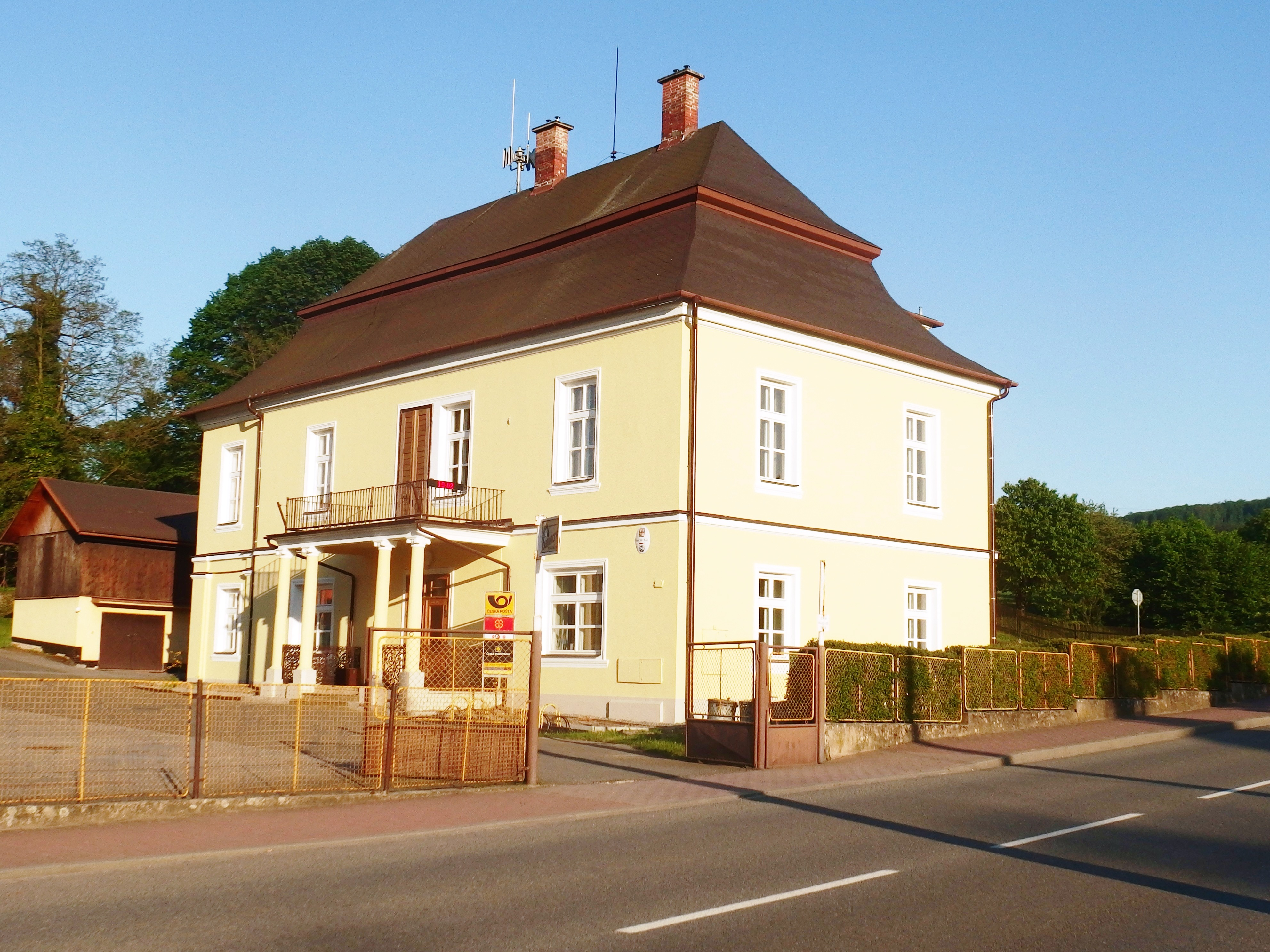
Starý zámek, dnes obecní úřad a pošta
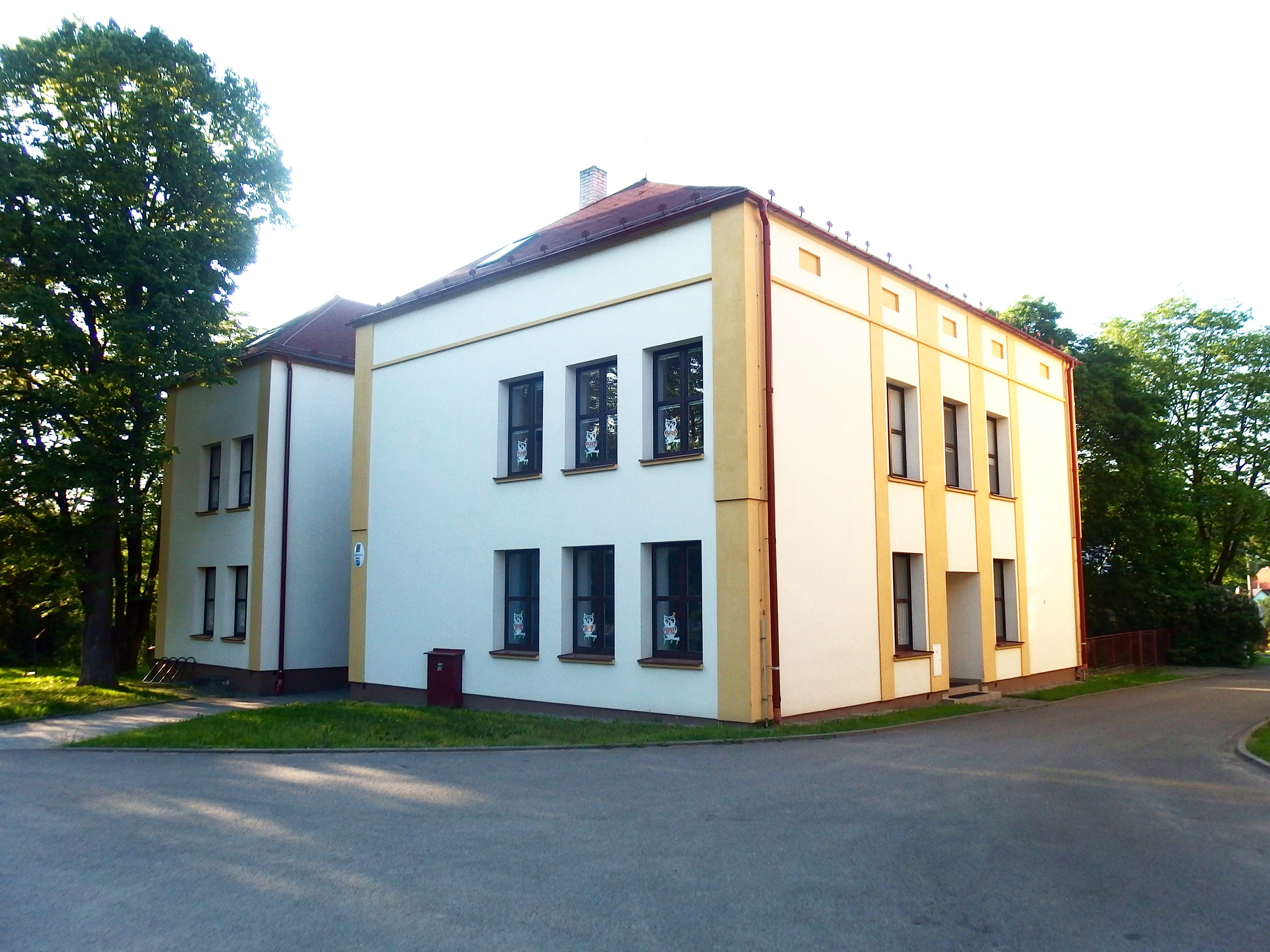
Základní škola
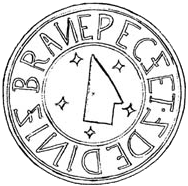
Pečeť obce

## Osobnosti
- Bursas Charalambos (* 1952), světový rekordman v hlavičkování[13]
- Antonín Kašík (1876–1915), filolog a germanista
- Jiří Křižan (1941–2010), poradce bývalého prezidenta Václava Havla, scenárista, držitel Českého lva za scénář k filmu Je třeba zabít Sekala. V roce 1990 byl v Brankách natáčen film Tichá bolest, ke které Jiří Křižan napsal scénář.